# Zapote del Valle
Zapote del Valle es una localidad del estado mexicano de Jalisco. Es parte del municipio de Tlajomulco de Zúñiga.

## Demografía
| Gráfica de evolución demográfica |
|                                  |

| Censo | Población |
| ----- | --------- |
| 1910  | 343       |
| 1921  | —         |
| 1930  | 98        |
| 1940  | 321       |
| 1950  | 354       |
| 1960  | 1 173     |
| 1970  | 1 479     |
| 1980  | 1 646     |
| 1990  | 2 055     |
| 2000  | 4 182     |
| 2010  | 6 269     |
| 2020  | 7 529     |